# Força inercial centrífuga

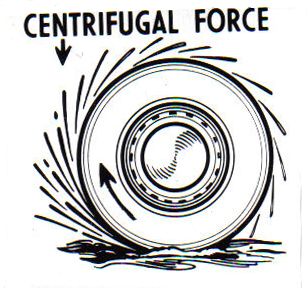
Figura exibindo situação e explicação típicas, contudo inadequada. As gotas abandonam o pneu não devido a alguma força centrífuga, mas sim devido à ausência de força centrípeta necessária. Em ausência de forças as trajetórias das gotas devem ser - em acordo com a primeira lei de Newton, e conforme praticamente observadas - lineares; neste caso, tangentes à curvatura

A força inercial centrífuga ou pseudoforça centrífuga é uma pseudoforça ou força inercial — não sendo portanto uma força na definição do termo — percebida apenas por observadores em referenciais não inerciais de movimento de rotação em relação a um referencial inercial.
O termo "força centrífuga" foi cunhado por Christiaan Huygens em seu trabalho De Vi Centrifuga (1659).

## Pseudoforça centrífuga versus Força centrípeta
Para que um objeto com massa se encontre em movimento curvilíneo é necessária uma força centrípeta puxando-o para o centro de curvatura da trajetória, e em ausência de força centrípeta os objetos com massa descrevem trajetórias retilíneas. Os objetos abandonam as trajetórias curvas não devido à presença de algum tipo de "força centrífuga" responsável por tirá-los das trajetórias curvilíneas, mas sim porque as forças centrípetas necessárias aos movimentos curvilíneos por algum motivo não se fazem mais presentes. Os carros saem das curvas seguindo trajetórias retilíneas não quando há um aumento do atrito entre o pneu e o solo de forma a prover algum tipo de "força centrífuga" que os façam abandonar as curvas, mas sim quando há perda de atrito entre os pneus e o solo, de forma que a necessária força centrípeta não se faça mais presente.
Para um passageiro que esteja fazendo uma curva junto ao veículo que o transporta, certamente é verdade que uma moeda que porventura caia de sua mão descreverá uma trajetória tal que, conforme visto pelo passageiro, só poderia ser por este corretamente explicada se este admitisse a existência de uma "força centrífuga" atuando sobre a moeda: a moeda acelera-se, no referencial do passageiro, em direção oposta à do centro da curva que este descreve. Tal inferência da existência de "força centrífuga" baseia-se nas aplicações intuitivas por parte do passageiro das leis de Newton: se o objeto acelera para o lado, deve haver força atuando sobre o mesmo. Contudo tal inferência falha, visto que as leis de Newton aplicam-se de forma correta apenas à descrição do que ocorre conforme observado por referenciais inerciais, e o passageiro em tal situação não configura de modo algum um referencial inercial - um referencial onde a primeira lei de Newton é empiricamente válida. Observando-se a situação de um referencial externo (agora inercial) vê-se que sobre o veículo, o passageiro e a moeda na mão atuam forças centrípetas, de forma que estes descrevam trajetórias circulares, e que é a interação entre a mão do passageiro e a moeda a responsável pela força centrípeta atuando sobre a moeda. Ao cair da mão do passageiro não há mais força centrípeta sobre a moeda, e esta segue trajetória horizontal retilínea, afastando-se por tal do passageiro, que continua a descrever sua trajetória curva. Embora seja verdade que o passageiro infira a existência de uma força atuando sobre a moeda quando solta, tal força, frente à aplicação correta das leis de Newton, na realidade não existe, havendo em verdade força resultante - real - atuando sobre o passageiro - o que o transforma em um referencial não inercial - e não sobre a moeda.
A inexistência real da força centrífuga  pode ser constatada ao relembrar-se que, segundo a terceira lei de Newton, força é definida como a expressão física da interação entre dois entes físicos: para cada força atuando em um corpo, existe uma reação de mesmo módulo, contudo com sentido contrário, atuando em outro. Embora para muitos referenciais a existência de uma  "força centrífuga" pareça certa, nunca é possível identificar dois objetos em interação responsáveis pela existência de tal par de forças: a centrífuga, e sua reação.

## Pseudoforças e suas aplicações

O movimento de um objeto (bola preta) conforme observado acima a partir de um referencial inercial externo e abaixo a partir de um referencial dotado de movimento circular (ponto laranja). A descrição do movimento conforme observado pelo referencial não inercial (abaixo) requer a assunção de existência de pseudoforças: a destacar-se neste caso a pseudoforça de Coriolis

As pseudoforças são forças acrescentadas "ad hoc" nos cálculos de forma a permitirem a análise de movimentos conforme observados a partir de um referencial não inercial visto que, em princípio, tal descrição seria inviável de ser feita uma vez que  as leis de Newton são válidas apenas em referenciais inerciais. As pseudoforças - também chamadas forças inerciais - são acrescentadas de forma a "transformar" um referencial fisicamente não inercial em um teórico "referencial inercial", de forma que as leis de Newton forneçam, então, uma correta descrição do que se observa a partir do citado referencial. De forma simples, trata-se de uma "correção bruta" nos cálculos, e não de forças reais - que sempre expressam a interação entre dois entes físicos identificáveis.
A pseudoforça centrífuga atua no objeto observado, em direção e sentido radial a partir do centro de rotação determinado via sistema inercial, ou seja, está contida no plano determinado pelo eixo de rotação - mais especificamente pelo vetor velocidade angular {\displaystyle {\vec {\omega }}} - e pelo raio {\displaystyle {\vec {r}}} que localiza o objeto em relação ao centro do referencial girante. Como toda força inercial, pode ser eliminada passando-se a um referencial inercial.
Nestes termos a "força centrífuga" a ser adicionada a fim de se obter a correta descrição do movimento do objeto a partir do referencial não inercial é determinável pela expressão:
{\displaystyle {\vec {F_{\text{cf}}}}=-m{\vec {\omega }}\times ({\vec {\omega }}\times {\vec {r}})} 
, onde as grandezas em negrito são vetores e {\displaystyle \times } representa o produto vetorial. Em módulo, esta expressão reduz-se a:
{\displaystyle F_{\text{cf}}=m\omega ^{2}r} 
para o caso em que o vetor velocidade angular {\displaystyle {\vec {\omega }}}  é perpendicular ao vetor raio {\displaystyle {\vec {r}}} ( m=massa do objeto, ω= módulo da velocidade angular do objeto e r = comprimento do raio que localiza o objeto em relação ao centro de rotação).
Acompanhando a pseudoforça centrífuga, que atua em direção radial em relação ao referencial girante, temos a pseudoforça de Coriolis, que aponta em direção perpendicular ao vetor vetor velocidade {\displaystyle {\vec {v_{r}}}} da partícula em relação ao sistema girante, e também ao eixo de rotação:
{\displaystyle F_{\text{cr}}=-2m{\vec {\omega }}\times {\vec {v_{r}}}}.
Deve-se evitar a confusão errônea entre pseudoforça centrífuga e força centrípeta. A força centrípeta, ao contrário da "força centrífuga", é uma força real que atua sobre objetos que estejam descrevendo trajetórias curvilíneas em relação aos referenciais inerciais adotados, e que, ao contrário da primeira, atua sempre de forma a puxar o objeto em análise em direção ao centro da trajetória curvilínea que este descreve.
Visto que observadores na superfície da Terra constituem referenciais não inerciais dada a rotação do planeta, pseudoforças fazem-se necessárias na explicação de diversos movimentos quando observados a partir da Terra. As pseudoforças são particularmente importantes nos problemas que envolvam trajetórias ou dimensões com grandes proporções quando observados da superfície da Terra, a exemplo aqueles relativos ao movimentos massa de ar conforme observadas pelos meteorologistas - com destaque para os furacões de proporções continentais que giram em um sentido no hemisfério norte, e em sentido contrário no sul - ou aqueles relacionados como balística de projéteis de longo alcance em áreas militar ou afim. Verifica-se também que a aceleração efetiva da gravidade em um dado local sofre influência, entre outros, das pseudoforças, e encontram-se valores ligeiramente diferentes em regiões diferentes do globo.
Em problemas que envolvam pequenos deslocamentos tais pseudoforças são, contudo, insignificantes. Muitos atribuem o sentido de giro da água em torno do ralo de uma pia à tais forças, contudo, dadas as dimensões, a suposta influência de tais pseudoforças mostra-se incorreta à explicação de tal fenômeno.

## Exemplos adicionais

### Aformiga, odisco de vinile ogrãodeareia
Exemplo válido à compreensão das pseudoforças é imaginar-se como uma formiga sobre um disco de vitrola - junto ao centro deste - a observar um grão de areia também sobre o disco junto à borda deste. Imagine-se junto ao centro da vitrola, girando com o disco e olhando fixamente o grão de areia, que encontra-se, até então, parado à sua frente. Aumentando-se a velocidade de rotação até que o grão de areia escape do disco, no momento em que este escapar você o verá acelerar-se na direção radial, aumentando a velocidade com que se afasta de você na direção de sua linha de visada de forma a sair do repouso - isto devido à ação da para você existente "força centrífuga", que aponta em direção radial para fora: uma vez que o grão perde contato com o disco não há mais a força de atrito que oponha-se à ação da força centrífuga de forma a manter o grão estático em seu referencial. À medida que a partícula - agora móvel - se desloca no seu referencial, a força "centrífuga permanece" sempre na direção radial, ou seja, paralela à direção que localiza o grão em relação ao centro de rotação, contudo você irá agora também perceber a existência de um segunda força, a "força de Coriolis", que manter-se-á sempre perpendicular à velocidade da partícula {\displaystyle {\vec {v}}_{r}} conforme percebida por você e também ao eixo de rotação que passa pelo centro do disco.
Situando-se agora, contudo, como um observador externo - agora um referencial inercial - a olhar a vitrola, a formiga e o grão de areia sobre o disco, e a ocorrência do mesmo fenômeno descrito, ver-se-á a real situação: o movimento horizontal do grão de areia - tangente à circunferência do disco - se dá em linha reta com velocidade constante após este abandonar o disco, e por tal não há força real alguma atuando sobre o referido grão (primeira lei de Newton). A formiga tem a sua linha de visada "girada" à medida que o tempo passa pois esta roda junto com o disco, e esta linha, inicialmente sobre o grão, não mais condiz com a posição do mesmo à medida que o tempo passa. Tal efeito gera, para a formiga, a sensação de que há forças atuando no grão, quando realmente não há.

### Exemplo elucidativo:halterese acadeiragirante
Uma experiência colocando em evidência a pseudoforça de Coriolis e a pseudoforça centrífuga pode ser feita como segue: uma pessoa senta-se em uma cadeira giratória com os braços estendidos e com halteres nas mãos. Faz-se a cadeira girar em torno do seu eixo com razoável velocidade angular. Se a pessoa sentada na cadeira encolhe os braços e aproxima os halteres de seu corpo, sua velocidade angular aumenta.
Para uma pessoa inercial observando o fenômeno, trata-se simplesmente da conservação do momento angular, mas para a pessoa sentada na cadeira a interpretação é diferente: ela precisa, com os halteres estáticos em relação a ela, constantemente puxar os halteres em direção a seu corpo a fim de criar uma força que cancele a pseudoforça centrífuga que ela observa em seu referencial, força centrífuga esta para ela muito real e que atua de forma a puxar o objeto para longe dela em direção radial. Para ela encolher os braços sem girá-los ao redor do corpo, ela precisará fazer, além de uma força ligeiramente maior do que a centrífuga (para puxar os halteres em sua direção), também uma força lateral (perpendicular aos seus braços e ao movimento dos halteres), a fim de cancelar a pseudoforça de Coriolis que surge quando os halteres se movem com velocidade não nula em direção a ela. Se ela não aplicar esta força perpendicular aos braços a fim de cancelar a para ela real força de Coriolis, os halteres e seu braços serão postos a girar, em função desta força, em torno de seu corpo.
Embora tais "forças" e seus efeitos mostrem-se muito reais no referencial não-inercial, as pseudoforças de Coriolis e centrífuga, conforme percebidas pela pessoa na cadeira, não figuram na análise do mesmo problema quando observado a partir de um referencial externo inercial - conforme é de se esperar dadas serem estas pseudoforças e não forças reais. Já as forças exercidas pela pessoa sobre os halteres e pelos halteres sobre a pessoa são bem reais, e tomam parte na descrição dos movimentos dos halteres e do corpo da pessoa conforme observados no referencial inercial.
A pessoa puxa o haltere constantemente em sua direção não a fim de cancelar uma suposta força centrífuga para ela existente de forma a manter os halteres estáticos no seu referencial mas sim a fim de prover à força centrípeta necessária ao movimento circular dos halteres conforme observado no referencial inercial. A força lateral exercida pela pessoa sobre os halteres - que em seu referencial cancela a suposta força de Coriolis - é em verdade responsável pelo torque que ajusta a velocidade dos halteres à nova situação - com estes junto ao seu corpo - atuando de forma a reduzir a velocidade tangencial dos halteres e, via reação aplicada às mãos, de forma a  aumentar a velocidade angular de seu corpo à medida que os halteres se aproximam do centro de rotação. Tal força mantém assim a sincronia angular entre o corpo e os halteres a ele conectado via mãos.
Se a velocidade tangencial dos halteres não fossem reduzidas durante a aproximação ao corpo, dado percorrem agora uma circunferência menor com a mesma velocidade, estes completariam uma volta em torno do corpo em um tempo também menor, ou seja, dariam agora mais voltas em torno do eixo de rotação do que o próprio corpo em torno do respectivo eixo. A força aplicada pelas mãos sobre os halteres visa reduzir a velocidade tangencial e por tal a velocidade angular dos halteres que seriam esperadas em raios menores e, por reação, aumentar a velocidade angular do corpo, isto de forma a mantê-los sempre com a mesma velocidade angular. O efeito global é um aumento na velocidade angular do corpo e da cadeira, conforme visualmente perceptível em tais experiências, e um aumento não tão grande como o que seria esperado na velocidade angular dos halteres - que mantêm-se síncronos com o corpo. O resultado é, assim, uma aumento na velocidade angular do sistema como um todo .

## As centrífugas
As chamadas centrífugas são aparelhos construídos a fim de permitirem a separação de substâncias que possuam densidades diferentes em uma mistura via decantação. É utilizada, a exemplo, na separação dos elementos sanguíneos.
Certamente é de se surpreender o fato de que o funcionamento de tais aparelhos pareça fundamentado em uma suposta grandeza física em realidade inexistente: a força centrífuga. Embora seja verdade que para um referencial não inercial situado sobre o centro de rotação estabelecido de forma a visualizar-se o recipiente sempre estático em seu sistema de coordenadas a força centrífuga mostre-se para todos os efeitos muito presente, conforme discutido anteriormente a análise deve ser feita a partir de um referencial inercial externo, referencial no qual o recipiente e o fluido que encerra descrevem, após a velocidade máxima ser atingida, trajetória circular uniforme, situação esta bem distinta da situação estática inferida a partir do referencial não-inercial.
O princípio de funcionamento das centrífugas baseia-se na forma com a qual a força centrípeta necessária depende de grandezas como a massa, a velocidade tangencial, a velocidade angular e o raio da trajetória associados à partícula no movimento circular em consideração:
{\displaystyle F_{\text{cp}}=m{\frac {v^{2}}{r}}=m\omega ^{2}r}
Nesta expressão m corresponde à massa do objeto, v à velocidade tangencial de tal objeto, r ao raio da trajetória e {\displaystyle \omega } refere-se à velocidade angular do objeto em consideração.
Nas centrífugas, encontrando-se os componentes da mistura todos confinados ao recipiente, é notória a condição de que todos deverão, no equilíbrio dinâmico à velocidade máxima, descrever movimentos circulares dotados de mesma velocidade angular {\displaystyle \omega }. Todos completam uma volta, descrevendo por tal um arco de 360° = {\displaystyle 2\pi } radianos, em um mesmo intervalo de tempo - em um mesmo período T.

As força centrípeta necessária ao movimento circular em um elemento de volume de um fluido no interior de um recipiente sujeito à centrifugação é resultante das interações deste elementos com os elementos que lhe são vizinhos

Em rais condições, a força centrípeta requerida em um dado elemento de volume no meio do fluido deve ser provida pela resultante de forças normais oriundas da interação deste elemento com sua vizinhança. Tal resultante de forças depende em sentido radial da interação deste elemento de volume com o elemento que descreve uma trajetória de raio maior que o raio de sua própria trajetória, elemento último que lhe serve de apoio, e com o elemento de volume em lado oposto, que descreve trajetória com raio ligeiramente menor e para o qual o elemento de volume em questão fornece apoio. Devendo a força resultante destas duas interações - a força centrípeta no elemento central - apontar na direção do elemento vizinho cuja trajetória tem menor raio, ou seja, para o centro da curva, é notório que a interação entre o elemento central e o elemento vizinho mais ao centro deve ser menor do que a interação entre o elemento central e o seu vizinho em trajetória de maior raio. Elementos de volume mais internos têm à sua disposição forças de apoio e por tal também forças centrípetas disponíveis máximas menores do que as forças de apoio disponibilizadas aos seus conterrâneos que encontrem-se em trajetórias de maior raio, o que traduz-se fisicamente pela afirmação de que as pressões em pontos no interior do fluido mais próximos ao fundo do recipiente são maiores do que as pressões em pontos no interior do líquido juntos à superfície deste. Seguindo-se a mesma linha de raciocínio verifica-se que tanto maior será esta diferença de pressão quanto maior for a força centrípeta necessária a cada elemento de volume em consideração. Em linguagem mais específica, visto que para um mesmo raio a força centrípeta aumenta em proporção quadrática com a velocidade angular, consideravelmente maior será o gradiente de pressão quanto maior for a velocidade angular da centrífuga em questão. Como a força centrípeta necessária também depende da massa encerrada no elemento de volume - aumentando de forma diretamente proporcional a esta - tanto maior será o gradiente de pressão quanto maior for a densidade do elemento de volume em consideração.
A maior das forças de interação entre um elemento e sua vizinhança ocorre pois no elemento diretamente em contato com o vidro no fundo do recipiente, e a força que este aplica ao elemento situado em vizinhança radialmente oposta deve ser menor do que o apoio que este recebe do vidro por uma parcela igual à força centrípeta necessária ao seu próprio movimento circular. Tal raciocínio estende-se de forma apropriada a todos os elementos de volume radialmente alinhados de forma que a pressão é tanto maior quanto maior a profundidade no fluido. Matematicamente o raciocínio apresentado pode ser resumido via expressão:
{\displaystyle dP=\rho .a.{dr}}
onde {\displaystyle \rho } representa a densidade do elemento de volume {\displaystyle dv}, "a" representa a aceleração requisitada à manutenção de sua posição radial - a aceleração centrípeta no caso - e "dr" representa a espessura radial deste elemento de volume. Esta expressão é em muito similar equação fundamental da hidrostática estabelecida mas análise de variações de pressão com a profundidade em fluidos sob a ação da gravidade, expressão cujo mecanismo de dedução mostra-se em muito parecido ao apresentado. A análise dos elementos de volume à situação gravitacional fornece por resultado:
{\displaystyle dP=\rho .g.{dh}}
onde g é a aceleração da gravidade e dh o diferencial na altura, ou seja, a altura do elemento de volume "dv" em consideração medida de forma paralela à direção estabelecida pela gravidade. A situação é simplificada no caso hidráulico dado que a densidade da água pode ser considerada praticamente constante durante uma ampla faixa de pressões, o que nos leva à expressão para fluidos homogêneos incompressíveis:
{\displaystyle \Delta P=\rho .g.\Delta H}
muito comum nos cursos de hidrostática do nível secundário.
Contudo, para a análise de fluidos compressíveis como o ar atmosférico ou de misturas fluídas de substâncias heterogêneas "incompressíveis" contudo com densidades distintas - caso último o caso geral aqui em interesse - a integral não se mostra tão simples visto que a própria densidade a considerar-se dependerá da profundidade no fluido, sendo esta distribuição de densidade no equilíbrio o ponto de interesse no problema aqui em consideração.

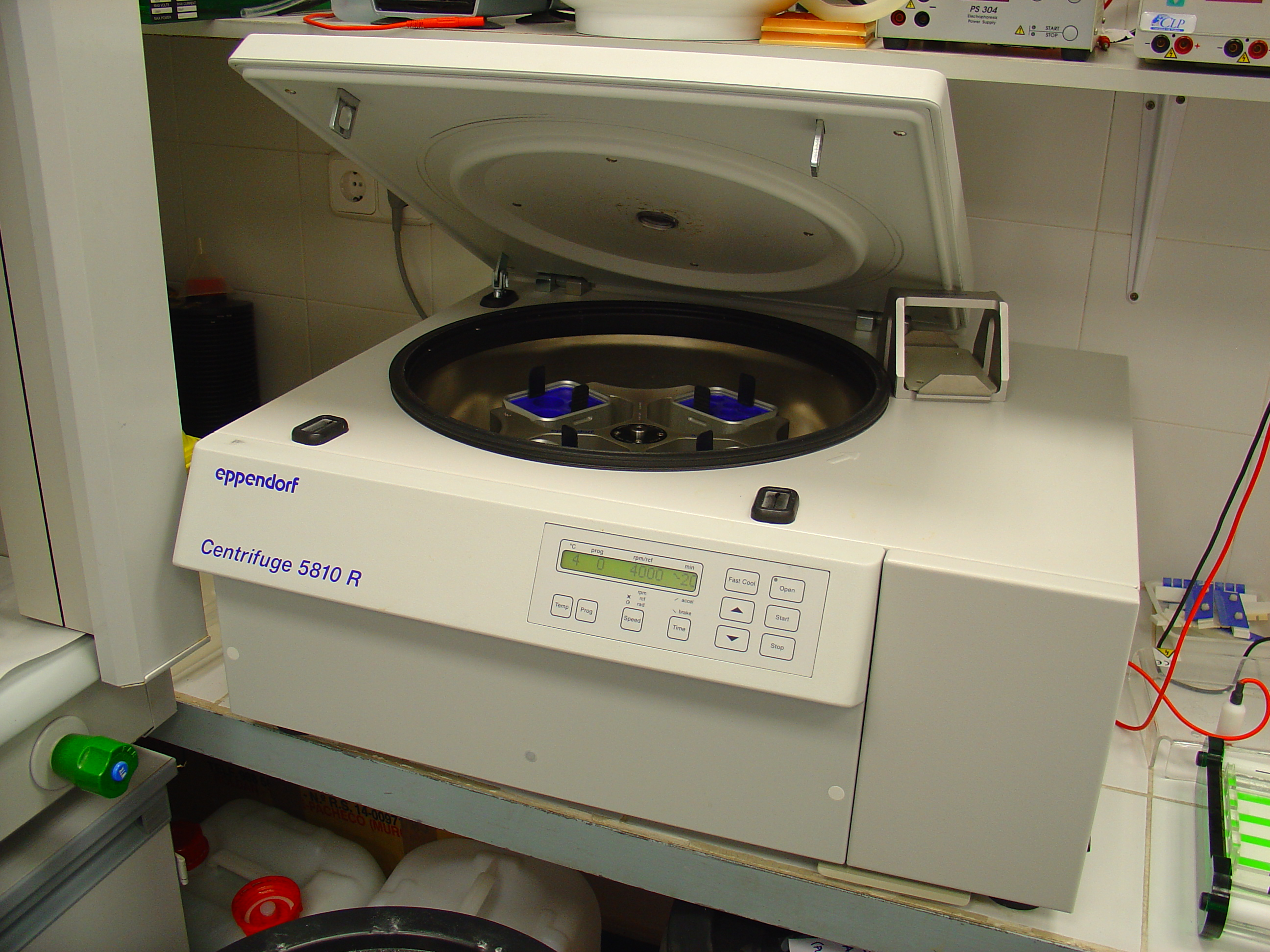
Centrífuga profissional

Retomados a situação inicialmente exposta bem como o referencial inercial adequado, caso haja um elemento de volume em menor raio a encontrar-se em situação tal que a força centrípeta necessária ao seu movimento em tal raio faça-se maior do que o valor de apoio máximo encontrável em seu vizinho de maior raio - o que ocorre caso a massa deste elemento de volume seja consideravelmente maior do que a daquele a servir-lhe de apoio - visto que a força centrípeta necessária cresce com a massa e por tal com a densidade do elemento de volume - é notório que este elemento mais interno não encontrar-se-á solicitado pela força centrípeta necessária ao seu movimento. "Saindo pela tangente" dado tratar-se de uma solução fluída, este elemento desloca o elemento vizinho incapaz de prover-lhe apoio e toma-lhe o lugar a fim de encontrar um elemento que lhe forneça o apoio e a força centrípeta necessária ao seu movimento. Ao fazê-lo, este elemento - cuja massa não se altera - passa a mover-se em trajetória com maior raio - deslocando-se em direção ao fundo do recipiente - o que, mantida a velocidade angular e visto que à velocidade angular e massas constantes a força centrípeta requisitada cresce com o raio, implica agora maior força centrípeta necessária a seu movimento. A situação se repete novamente, contudo de forma mais acirrada, com o novo vizinho, até um estado de equilíbrio possa por este elemento ser alcançada. Dado tal raciocínio compreende-se porque o recipiente contendo os componentes a serem separados são inseridos nos extremos do mecanismo de giro nas centrífugas.
Possuindo menor massa dada sua menor densidade, contudo, o elemento antes em raio mais externo - uma vez expulso para as regiões mais próximos à superfície do fluido - pode agora manter-se em trajetória adequada à sua posição mediante a força de apoio menor que seu vizinho - agora o mais denso - é capaz de aplicar-lhe visto ser a força centrípeta requisitada a este elemento de volume também menor. A força necessária ao seu movimento faz-se consideravelmente menor dadas tanto à diminuição do raio como da massa encerrada no elemento de volume. Como consequência, uma situação de equilíbrio será atingida com os elementos dispostos radialmente em função de suas respectivas densidades, encontrando-se os elementos menos densos na superfície do fluido - descrevendo trajetórias com raios menores - e os elementos mais densos no fundo do recipiente, descrevendo trajetórias com raios maiores.
Ocorre assim a separação dos componentes na mistura inicial, objetivo final na construção de uma centrífuga. Tem-se uma distribuição de densidades tal que os componentes mais densos servem de "apoio" para os componentes menos densos.

## Sobre a realidade ou das forças "fictícias" ou do espaço absoluto
Ao longo de toda a explanação apresentada fez-se evidente a presença de um referencial privilegiado - o referencial inercial - onde as forças inferidas por observadores neles situados correspondem a forças reais, expressões físicas da interação entre dois entes físicos, identificáveis. Forças fictícias, a exemplo das pseudoforças centrífuga e de coriolis, são inferidas por observadores em referenciais não-inerciais.
A conclusão decorrente destas considerações é a afirmação de que há um espaço absoluto - um espaço com existência aparte da existência de matéria ou energia - e referenciais inerciais seriam definidos por referenciais em repouso ou em movimento retilíneo uniforme em relação a este espaço absoluto. A existência ou não de um espaço absoluto foi debatida por Newton em seu livro Princípia onde este apresenta experiências a favor de tal conclusão. Uma das mais famosas é a conhecida experiência do balde de Newton. Outra experiência pertinente refere-se à existência ou não de tensão em uma corda que une dois corpos a girar em torno de seu centro de massa. Se apenas os dois corpos existissem no universo, a existência ou não de tensão seria fator suficiente para discernir acerca da rotação ou não do sistema em relação ao então identificado "espaço absoluto".
Contudo, houve é há sérias críticas quanto à afirmação de absolutismo do espaço, e vários cientistas de renome embarcaram na defesa da relatividade do espaço à presença de matéria e energia em detrimento da ideia de um espaço absoluto. Incluso na lista encontram-se cientistas como Gottfried Wilhelm von Leibniz, Samuel Clarke, George Berkeley, contudo por razões históricas, considerações acerca da relatividade do espaço remetem à pessoa de Ernst Mach .
A linha de defesa do espaço relativo passa por considerações acerca do que vem a ser movimento e em nível mais profundo do que vem a ser massa, ou seja, inércia, trazendo considerações em princípio cientificamente pertinentes acerca da realidade ou não das forças fictícias observadas em referenciais não-inerciais. Para tais defensores, a inércia de um corpo é resultante da interação deste corpo com todos os demais corpos do universo, e em um suposto universo onde apenas um corpo existisse, este não apresentaria inércia, e em tal situação o conceito de movimento não poderia ser definido. Nas palavras de Mach:
"Todas as massas e todas as velocidades, e consequentemente todas as forças, são relativas [...] o sistema do mundo é nos dado apenas uma vez, e a visão ptolomaica [ou melhor, a de Tycho  Brahe] ou copernicana é  nossa interpretação, mas ambas são igualmente verdadeiras. Tente fixar o balde de Newton e girar o céu das estrelas fixas e então prove a ausência de forças centrífugas.” ... “Os princípios da mecânica podem, de fato, ser concebidos tal que mesmo para rotações relativas surgem as forças centrífugas”.
Em essência, o que Mach propõe é: pegue o sistema de duas massas conectado pela corda, mantenha-o estático de forma que não se perceba tensão na corda, e então faça todas os demais corpos do universo girarem em torno do mesmo ao invés de se girar o sistema em relação ao demais corpos. Haverá tensão na corda? Para Mach a resposta é afirmativa, e por tal a força centrífuga observada agora no referencial do sistema estático é assim uma força plenamente real, uma força de natureza dinâmica - do tipo da força magnética - que só se manifesta em presença de movimento relativo e que expressa a interação entre os corpos no sistema e todos os demais corpos do universo. Para Newton a afirmação é negativa, pois o sistema continua estático em relação ao espaço absoluto, aparte do movimento ou não dos demais corpos no universo em relação ao mesmo espaço absoluto. Raciocínio análogo deriva de considerações acerca da experiência do balde de Newton.
A ideia de que espaço, tempo, massa (inércia) e movimento são relativos passou a ser conhecida como princípio de Mach. Da relatividade no princípio de Mach e de considerações acerca do princípio da equivalência deriva-se mais tarde a ideia de covariância geral, ideia exaustivamente perseguida por Einstein e que o impeliu ao desenvolvimento da Relatividade Geral - visto que a primeira teoria relativística por ele publicada em 1905, a chamada relatividade restrita ou especial, notoriamente não atendia ao princípio da covariância geral; a relatividade restrita mantém-se fortemente atrelada aos referenciais inerciais newtonianos.
Em conciso o princípio da covariância geral afirma que:
e “as leis da física devem ter uma estrutura  tal que a sua validade permaneça em sistemas de referência animados de qualquer movimento”, e não apenas para referenciais inerciais.
Retornando ao princípio de Mach, para Einstein qualquer teoria condizente com o princípio de Mach deveria obedecer às seguintes condições:
"
1. A inércia de um corpo deve aumentar  se se acumulam na sua vizinhança massas ponderáveis.
2. Um corpo deve sofrer uma força  aceleradora quando massas vizinhas são aceleradas; a força estaria no mesmo sentido que a aceleração.
3. Um corpo oco animado de um movimento de rotação deve produzir no seu interior um “campo de Coriolis” que faz com que corpos em movimento sejam desviados no sentido da rotação; deve ainda produzir um campo de forças centrífugas radial.
4. Um corpo em um universo vazio não deve ter inércia; ou, toda inércia de qualquer corpo tem que vir de sua interação com outras massas no universo.

"
Propondo a relatividade geral como um teoria plenamente condizente com a covariância geral e com o princípio de Mach, Einstein chegou a pensar no início que o impasse havia-se resolvido a favor do princípio de Mach, e que a validade das quatro condições anteriormente descritas decorriam como consequências naturais de sua teoria. Contudo logo percebeu-se que sua teoria - que permite soluções acerca de um universo não dotado de um espaço e de um tempo absolutos - também aceita por solução um universo dotado de um novo "espaço-tempo absoluto". Em verdade há uma solução da equação central da teoria da relatividade geral que prevê um universo em expansão mesmo em ausência completa de matéria nesse hipotético universo, ou seja, um "espaçotempo absoluto" em expansão. Vendo-se primeiro obrigado a renegar a afirmação de que sua teoria implicava necessariamente a quarta condição antes apresentada, uma a uma as outras tiveram que ser abandonadas como consequências obrigatórias de sua teoria, e mesmo frente a consideráveis esforços em busca da tentativa de manutenção do princípio de Mach como implicação deirata da relatividade geral - esforços que levaram Einstein, entre outros, a propor um universo fechado sobre si mesmo e a inserir em suas equações a conhecida constante cosmológica - Eintein viu-se ao final obrigado a abandonar tal princípio como resultado direto da relatividade geral.
Embora o princípio de Mach e sua validade não possam ser diretamente inferidos a partir da relatividade, a relatividade geral não implica a negação do mesmo, ou seja, que o princípio de Mach esteja, contudo, errado. A teoria é condizente tanto com a veracidade como com a inveracidade do princípio de Mach.
Ao fim, embora a inexistência de algum "eter" (semi)material atrelado a um espaço absoluto já seja razoavelmente bem-estabelecida, tem-se hoje por fato que experiências que permitam a conclusão sobre veracidade ou não de um espaço absoluto em si, e por tal da realidade física ou não das chamadas "forças inerciais" são, até o momento, infactíveis ou inconclusivas. Cientificamente, a existência ou não de um espaço - ou de um espaço-tempo - absoluto é ainda uma questão em aberto.
Tem-se contudo que atrelada à ideia de um espaço absoluto há a teoria da mecânica clássica - modelo plenamente válido no cotidiano para descrição do que se observa no mundo não relativístico que nos é acessível via sentidos - ao passo que, derivado ou dele derivando, não há teoria, pelo menos não em termos de simplicidade, equivalente atrelada ao princípio de Mach.
Dada a validade da mecânica newtoniana no dia-a-dia, escolhe-se pois, ao menos neste âmbito clássico, a ideia a ele associada: as forças fictícias não são forças reais, portanto. Assim, no que concerne ao estudo da mecânica, pelo menos até a presente data, Ernest Mach  é  figura certamente muito lembrada; contudo não pelo êxito do seu "princípio de Mach" ou mesmo pelo êxito de suas ideias antiatomistas em detrimento das contraditórias, mas sim por suas contribuições acerca da balística últrassônica.
Corrobora-se tal posição ao considerar-se que, embora haja considerações acerca da existência ou não de interações entre objetos em escala universal e por tal da existência ou não de forças associadas a tais interações, forças fictícias não figuram, também, em âmbito da relatividade.